# Rodolfo Giovanni Marazzino

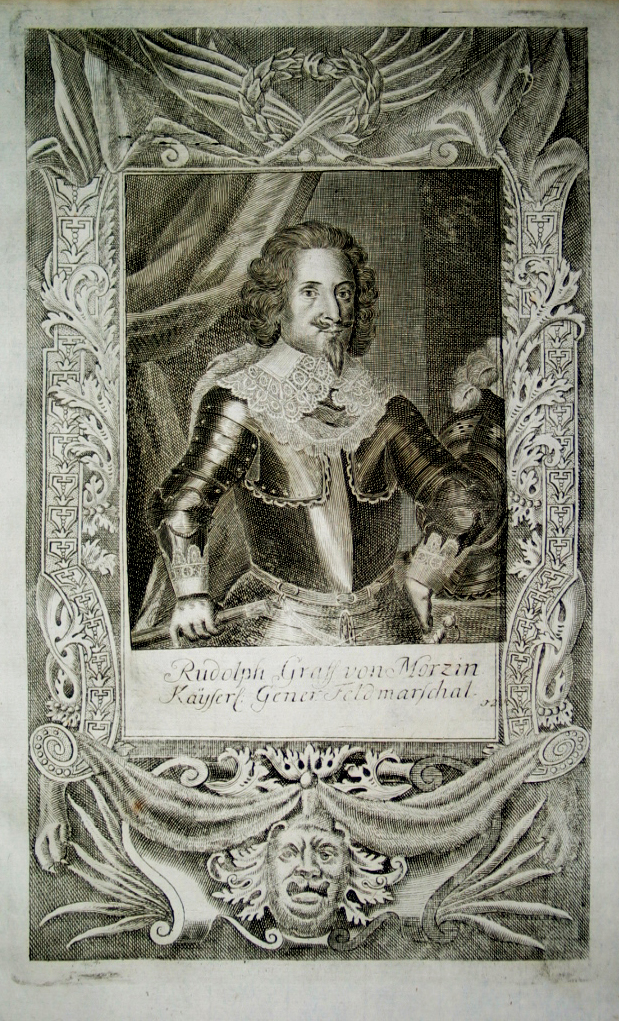

Rodolfo Giovanni Marazzino of Rudolf Morzin (gestorven 1645) was een Italiaans veldheer in dienst van de Habsburgse keizer tijdens de Dertigjarige Oorlog.
In 1634 streed hij in het leger van de keizer en later ook in het leger van Albrecht van Wallenstein. In 1638 werd hij benoemd tot keizerlijk veldmaarschalk. Hij vocht in de Slag bij Chemnitz in 1639 die hij verloor en waarin hij gevangen werd genomen door de Zweedse troepen.